# Leningrad (nosilka helikopterjev)
Leningrad je bila druga ladja svojega razreda nosilk helikopterjev v uporabi v Sovjetski vojni mornarici. Njen gredelj je bil položen v ladjedelnici Nikolajev jug (Ladjedelnica št. 444), splavljena je bila leta 1968, v uporabo pa je bila predana eno leto pozneje. Leningrad je sledil ladji Moskva, ki je bila predana v uporabo konec leta 1968. Nadaljnje ladje niso bile zgrajene zaradi slabe gibljivosti na odprtem morju.
Leningrad so 4. avgusta 1971 obiskali generalni sekretar KPSZ Leonid Iljič Brežnjev, maršal Sovjetske zveze Andrej Antonovič Grečko in vrhovni poveljnik Sovjetske vojne mornarice Sergej Georgijevič Gorškov. Podobno kot Moskva je ladja opravila številne odprave v Sredozemsko morje, severni Atlantik in Indijski ocean. Med drugim je leta 1975 obiskala Dubrovnik, leta 1976 pa Split.